# Thomas Overton Moore
Thomas Overton Moore, född 10 april 1804 i Sampson County, North Carolina, död 25 juni 1876 nära Alexandria, Louisiana, var en amerikansk politiker (demokrat). Han var Louisianas guvernör 1860–1864. Från och med 1862 inskränktes hans styre till den delen av Louisiana som fortfarande befann sig under kontroll av Amerikas konfedererade stater.
Moore var verksam som plantageägare i Louisiana och inför amerikanska inbördeskriget förespråkade han Louisianas utträde ur USA. Efter Moores första år som guvernör skedde utträdet under hans ledning och Louisiana gick med i konfederationen. Nordstaterna ockuperade New Orleans redan 1862 och en del av Louisiana återanslöt sig till unionen. Moores styre omvattade därefter enbart den konfedererade delen av Louisiana. Resten av Louisiana fick en militärguvernör, George F. Shepley. I slutet av inbördeskriget brändes Moores hus i Rapides Parish av nordstaternas trupper. Moore flydde till Mexiko men benådades av president Andrew Johnson och fick återvända till Louisiana. Moore avled 1876 och gravsattes på Mt. Olivet Episcopal Cemetery i Pineville.